# République socialiste de Roumanie
28 juin 1965 – 22 décembre 1989
(24 ans, 5 mois et 24 jours)
Entités précédentes :
- République populaire roumaine

Entités suivantes :
- Roumanie (1989)

La république socialiste de Roumanie (Republica Socialistă România ou RSR) est la troisième et dernière forme constitutionnelle, du 28 juin 1965 au 22 décembre 1989, du régime communiste de Roumanie dirigé par le Parti communiste roumain du 6 mars 1945 au 22 décembre 1989. Ce régime a connu trois phases :
1. Entre le 6 mars 1945 et le 30 décembre 1947, les 34 derniers mois du royaume de Roumanie (occupé par l'Union soviétique depuis le 12 septembre 1944) ;
2. La République populaire roumaine (Republica Populară Romînă ou RPR) du 30 décembre 1947 au 28 juin 1965 ;
3. La république socialiste de Roumanie (Republica Socialistă România ou RSR), détaillée dans cet article.

Le régime communiste de Roumanie a été mis en place par le coup d'état du Parti communiste roumain soutenu par l'Armée rouge le 6 mars 1945 ; la République a été créée le 30 décembre 1947 lors de l'abolition du royaume de Roumanie et de l'abdication du roi Michel. Le régime s'effondra à la chute du bloc de l'Est, lorsque le coup d'État de décembre 1989 mit un terme à la dictature communiste et aux fonctions du président Nicolae Ceaușescu, mais la forme d'État républicaine fut conservée.

## Généralités

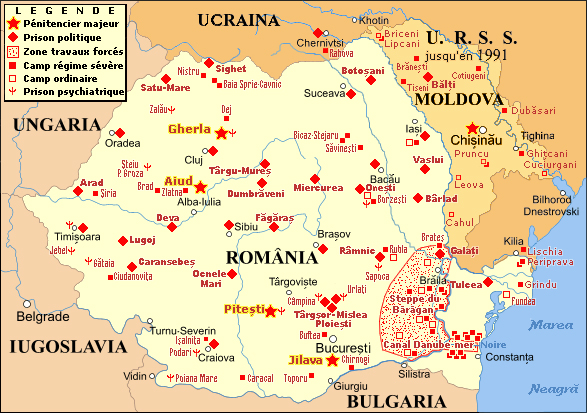
Réseau de prisons et de camps en Roumanie communiste et en Moldavie soviétique (1945-1989).

Durant cette période le pays connait un régime dictatorial d'inspiration léniniste, caractérisé par :
- sur le plan politique, la position constitutionnelle de jure du Parti communiste roumain comme « parti unique et organe dirigeant de l’état », interdisant de facto la constitution d’associations, syndicats ou autres structures sociales indépendantes du pouvoir, et imposant un courant de l’autorité et de légitimité » (souveraineté), allant du sommet (le Comité Central) vers la base (les autres structures du parti, les citoyens)… ;
- sur le plan logistique, la présence massive de la police politique « Securitate » dans la société, active par la censure, l’écoute aléatoire et sans aucun contrôle juridique des conversations téléphoniques, l’ouverture du courrier, le quadrillage territorial, institutionnel et professionnel systématique du pays, la pratique courante d’arrestations arbitraires, de tortures en cours d’interrogatoire et d’internement psychiatrique et de déportation des citoyens arrêtés, avec ou sans « jugement », dans les réseaux de camps de travail forcé de la steppe du Bărăgan ou du canal Danube-Mer Noire… ;
- sur le plan économique, une stricte planification d’état, ne touchant pas seulement les orientations macro-économiques et au commerce international, mais aussi tous les aspects de la production, de la distribution et de la consommation, au mépris des ressources disponibles, des possibilités techniques, de l'environnement et des besoins de la population, interdisant toute forme d’autogestion et induisant des inégalités entre la bureaucratie du Parti et de l'État qui disposait d’un niveau de vie élevé, et le reste de la population aux prises avec une pénurie permanente d’énergie, de denrées, de produits finis et de services (ce qui encourageait le développement d’une économie informelle, mais spéculative)… ;
- sur le plan social, un strict contrôle des activités culturelles, des médias et des droits des citoyens roumains à l’opinion, à l’expression et au déplacement (nécessitant des autorisations et divers visas préalables pour changer d’emploi, de domicile, de résidence à l'intérieur du pays, et encore plus pour voyager hors du pays, et surtout dans les pays non-communistes).

## Histoire

### Transformation de la «République populaire roumaine» en «république socialiste de Roumanie»

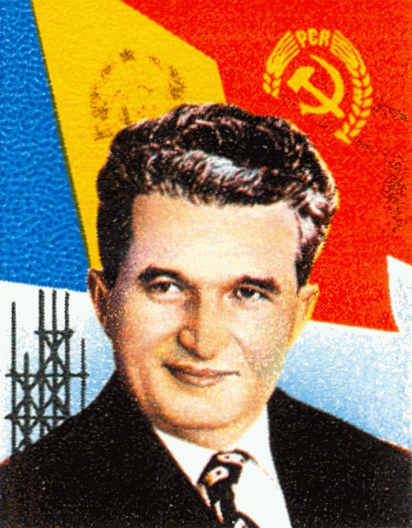
Représentation officielle de Nicolae Ceaușescu, dans le style du réalisme socialiste.

Gheorghe Gheorghiu-Dej, chef d'État de la République populaire roumaine, meurt d'un cancer du poumon le 19 mars 1965. Une lutte de pouvoir a alors lieu au sein du parti communiste roumain pour sa succession : Gheorghe Apostol, proche collaborateur de Gheorghiu-Dej, apparaît comme l'un des candidats les plus crédibles, mais le Premier ministre Ion Gheorghe Maurer contribue à favoriser l'élection comme Premier secrétaire du parti de Nicolae Ceaușescu. Ce dernier poursuit dans un premier temps la politique de détente menée par Gheorghiu-Dej, maintenant des relations diplomatiques cordiales avec l'Est comme avec l'Ouest.
S'inspirant des travaux du professeur d'économie soviétique Evseï Liberman et de certaines des idées du « socialisme à visage humain », Maurer et Ceaușescu souhaitent transformer l'économie inefficace et stagnante de la République populaire roumaine en une « économie socialiste de marché », où il n'y aurait toujours pas eu de propriété privée, mais une autonomie de gestion de la propriété collective (décentralisation sous l'égide du Parti communiste roumain, mais avec acceptation et valorisation des initiatives venues des citoyens). Des réformes structurelles sont alors entreprises :
1. restitution partielle de l'usage de la terre aux paysans pour des productions familiales qu'ils sont autorisés à vendre directement aux consommateurs sur les marchés publics, moyennant une redevance ;
2. autorisation pour les particuliers de se constituer en auto-entrepreneurs ou de former librement de petites coopératives de citoyens (restaurants, salons de coiffure, petit artisanat) ;
3. tentative de libéralisation de l’activité économique des grandes entreprises d’État, en responsabilisant le personnel (qualité des produits fournis en lien avec les prix de vente et les revenus des employés, élection des directeurs, autonomie financière) ;
4. diminution du rôle dirigeant du Parti à partir de 1968-69 par une libéralisation réelle de ses structures de base (cellules locales, sections des branches professionnelles) et instauration d'une certaine tolérance politique, intellectuelle et médiatique (relative liberté de recherche historique, renoncement aux thèses soviétiques obligatoires concernant l'histoire du pays et des principautés du passé, remise à l'honneur de certains historiens jusque-là qualifiés de « bourgeois et réactionnaires », comme Nicolae Iorga) ;
5. réforme de la Constitution le 28 juin 1965 (avec notamment des élections locales à candidats multiples pour les petites circonscriptions et les comités d'entreprise).

Par la réforme de la Constitution, le pays prend comme nom officiel celui de république socialiste de Roumanie. La nouvelle constitution stipule une série de libertés (liberté d'expression, liberté de la presse, liberté de manifestation) qui, dans les faits, demeurent largement théoriques. Le retour à une certaine liberté dans le domaine de la recherche historique s'accompagne de la promotion d'un courant pseudo-historique nationaliste : le protochronisme, qui ne réhabilite les « héros du passé » (« Décébale », Étienne le Grand, Michel de Brave...) que pour mieux inscrire Ceaușescu dans leur lignée. Pour les élections, les « candidats multiples » doivent toujours être membres du parti communiste, donc le changement n'est guère perceptible concrètement.
En revanche, les réformes économiques (qui remplissent les étals de produits jusque-là rares ou inaccessibles) et l'affirmation de l'identité roumaine face à l'URSS (les rapports avec l'URSS sont redéfinis sur la base d'une alliance basée sur l'« égalité et la non-interférence réciproque dans les affaires intérieures ») créent, dans la population, un courant de sympathie envers le régime, mais en fait l'État accroît son influence sur le domaine économique, gardant notamment le monopole du commerce extérieur. Le 9 décembre 1967, Nicolae Ceaușescu devient également président du Conseil d'État, soit chef de l'État (le 28 mars 1974, un amendement changera le titre de chef de l'État en Président de la République).
Jusqu'en 1971, Ceaușescu alterne gestes de libéralisation et mesures répressives, entretenant les espoirs de changement tout en consolidant son pouvoir. La Securitate poursuit une politique très active de surveillance de la population, la politique de relégation intérieure étant maintenue. En 1966, l'avortement est interdit sous peine de prison aux femmes de moins de quarante-cinq ans ayant moins de quatre enfants, entraînant une vague d'interruptions clandestines de grossesse et causant indirectement la mort de milliers de femmes du fait de conditions sanitaires déplorables. En 1968, bien que membre du pacte de Varsovie, la Roumanie refuse que ses troupes participent à l'écrasement du printemps de Prague, cet acte spectaculaire d'indépendance garantissant à Ceaușescu, durant un temps, une certaine popularité auprès de la population roumaine et renforçant à l'étranger son image de dirigeant réformateur. La politique d'industrialisation de la Roumanie entamée sous Gheorghiu-Dej est poursuivie, bien que le pays ne parvienne ni à produire des biens de consommation exportables, ni même à satisfaire la demande intérieure.

### Redurcissement du régime
À partir de juillet 1971, Ceaușescu, désormais assuré de son pouvoir, met fin à la « détente intérieure ». Les origines de ce revirement sont discutées. La version la plus courante en Roumanie est que Ceaușescu, durant un voyage en république populaire de Chine et en Corée du Nord, aurait apprécié l'efficacité de la révolution culturelle et la doctrine du Juche pour discipliner les populations, et qu'il aurait voulu mettre en place une « révolution culturelle » roumaine, dans le but affiché de créer l'« homme nouveau ». Mais ce but n'avait rien de nouveau, il est l'un des axes de la « construction du socialisme ». L'autre hypothèse est que l'URSS aurait désavoué sa « détente intérieure » et ses initiatives internationales, et qu'il se serait inquiété des libertés d'expression grignotées au fil des années par les intellectuels, dont auraient aussi pu profiter ses camarades du parti pour contester ses choix. Toujours est-il que progressivement, le parti communiste roumain restreint à nouveau les libertés économiques, intellectuelles et culturelles pour imposer un strict contrôle de l'économie et un culte de la personnalité de Nicolae Ceaușescu de plus en plus prononcé. Les intellectuels s'organisent régulièrement en groupes de protestation, plusieurs lettres ouvertes étant adressées au chef de l'État : mais ces groupes sont dispersés, leurs membres les plus connus sont contraints à l'exil, les moins connus (la grande majorité) sont emprisonnés.

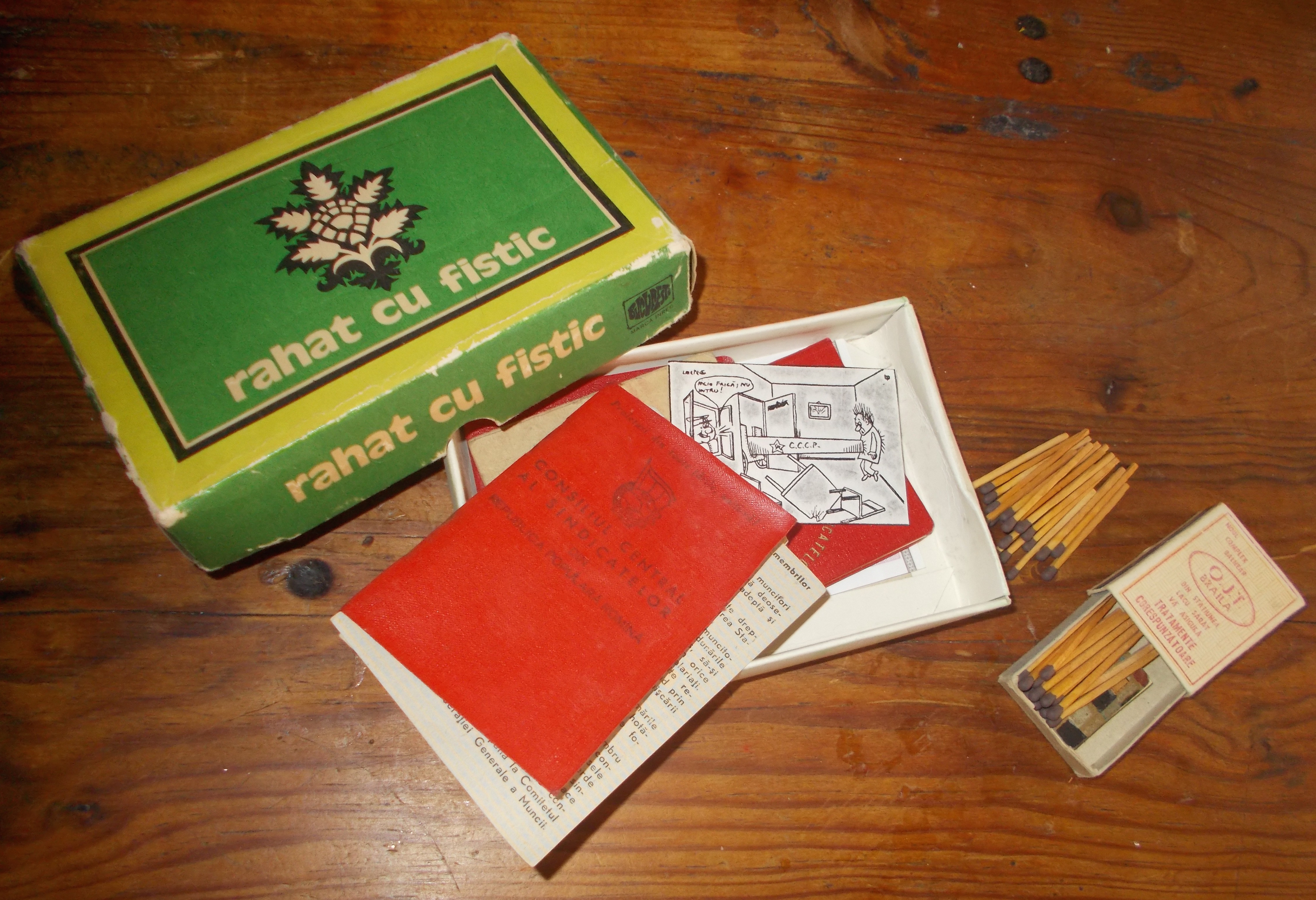
Samizdats de l'ère Ceaușescu dans des boîtes de loukoums (caricatures anonymes dans un carnet syndical) et d'allumettes (petit livre interdit sous les allumettes).

De toutes les innovations de la « détente intérieure », seul le protochronisme est conservé : il permet au régime d'inscrire son isolationnisme dans une perspective pseudohistorique, en récusant l'héritage romain partagé avec les autres pays latins, tous capitalistes, au profit de l'héritage dace autochtone. En parallèle, la propagande, faisant fi de la similitude avec les dictateurs fascistes, développe le culte du chef suprême, qu'elle nomme conducător al patriei soit « guide de la patrie », mais aussi « héros intercontinental », « Danube de la pensée » et « génie des Carpates ». Les inventeurs de ces slogans sont anonymes, mais les exégètes ultérieurs se sont demandé s'ils n'avaient pas volontairement ampoulé ces qualificatifs pour ridiculiser le régime ; l'un des slogans officiels était d'ailleurs « România = Comunism, Ceaușescu = Eroism », dont les quatre termes inscrits sur des panonceaux placés le long de toutes les routes étaient très faciles à intervertir en « Ceaușescu = Comunism, România = Eroism ». Cela n'empêche pas Ceaușescu de soigner son image internationale de « régime de l'est dissident et libéral », renforcée par les visites d'état à Bucarest de Charles de Gaulle (1968) ou de Richard Nixon (1969), et par les offres, pour les touristes occidentaux communistes ou non, de vacances joyeuses et bon marché à Mamaia ou Costinești avec cures de jouvence comprises.
En 1972, sous couvert d'une apparente indépendance diplomatique vis-à-vis de l'URSS, la Roumanie adhère au Fonds monétaire international et obtient des crédits importants. Mais, face au remboursement de la dette, le régime donne la priorité aux exportations, restreignant la demande intérieure bien au-delà des exigences du FMI, au point que même le chauffage central et l'éclairage urbain sont arrêtés ; la faim fait son apparition, et les hôpitaux deviennent des mouroirs ; de nombreuses familles abandonnent leurs enfants,. Entre 1977 et 1983, l'aggravation désastreuse des conditions de vie cause, en dépit des risques d'emprisonnement, d'importantes grèves de mineurs et d'ouvriers des combinats. En 1977, Ceaușescu, en visite aux mines du Jiu, est personnellement hué par les mineurs ; des centaines d'arrestations s'ensuivent.
L'autosuffisance alimentaire, qui avait été atteinte entre 1968 et 1980, est à nouveau perdue. À partir de 1981, le remboursement de la dette extérieure sert de prétexte pour refuser toute réforme. Le niveau de vie baisse de 15 à 20 % entre 1980 et 1987. La politique sanitaire est notoirement défaillante ; l'interdiction de la contraception et une stricte réglementation de l'avortement (pour empêcher la diminution de la population) entraînent un grand nombre d'abandons d'enfants, enfermés dans des orphelinats gérés comme des fermes d'élevage industriel, mais avec pénurie alimentaire et carences hygiéniques et, bien sûr, relationnelles et affectives.
|  |  |  |  |

Par une application brutale du principe d'« égalité entre villes et campagnes » de Friedrich Engels, une politique dite de « systématisation du territoire » se traduit par la démolition de quartiers historiques en ville, et de villages en milieu rural, avec relogement forcé des habitants en barres et tours d'appartements collectifs, souvent inachevées et où eau courante et gaz de ville ne sont présents qu'au rez-de-chaussée et dans les premiers étages ; l’électricité, quand elle est présente, est contingentée (6h-8h et 18h-20h). Le séisme de 1977, qui cause des dégâts considérables à Bucarest, offre à Ceaușescu l'occasion de « systématiser » le centre de la capitale, détruisant des milliers d'immeubles et des centaines de monuments historiques, et rasant le centre historique de la ville, au profit d'un immense bâtiment, dit « Maison du peuple », destiné à abriter les institutions de l'État. La « systématisation », conduite au mépris des règles d'urbanisme, aboutit à la destruction d'une partie du patrimoine architectural de la Roumanie, et à la construction de « banlieues à la campagne » qui, dans les années 1980, bouleversent la vie des campagnes et compromettent ainsi encore plus la survie alimentaire des populations. Des centaines de villages sont détruits et la population est relogée dans des immeubles collectifs à la campagne, avec sanitaires, cuisines et points d'eau collectifs.

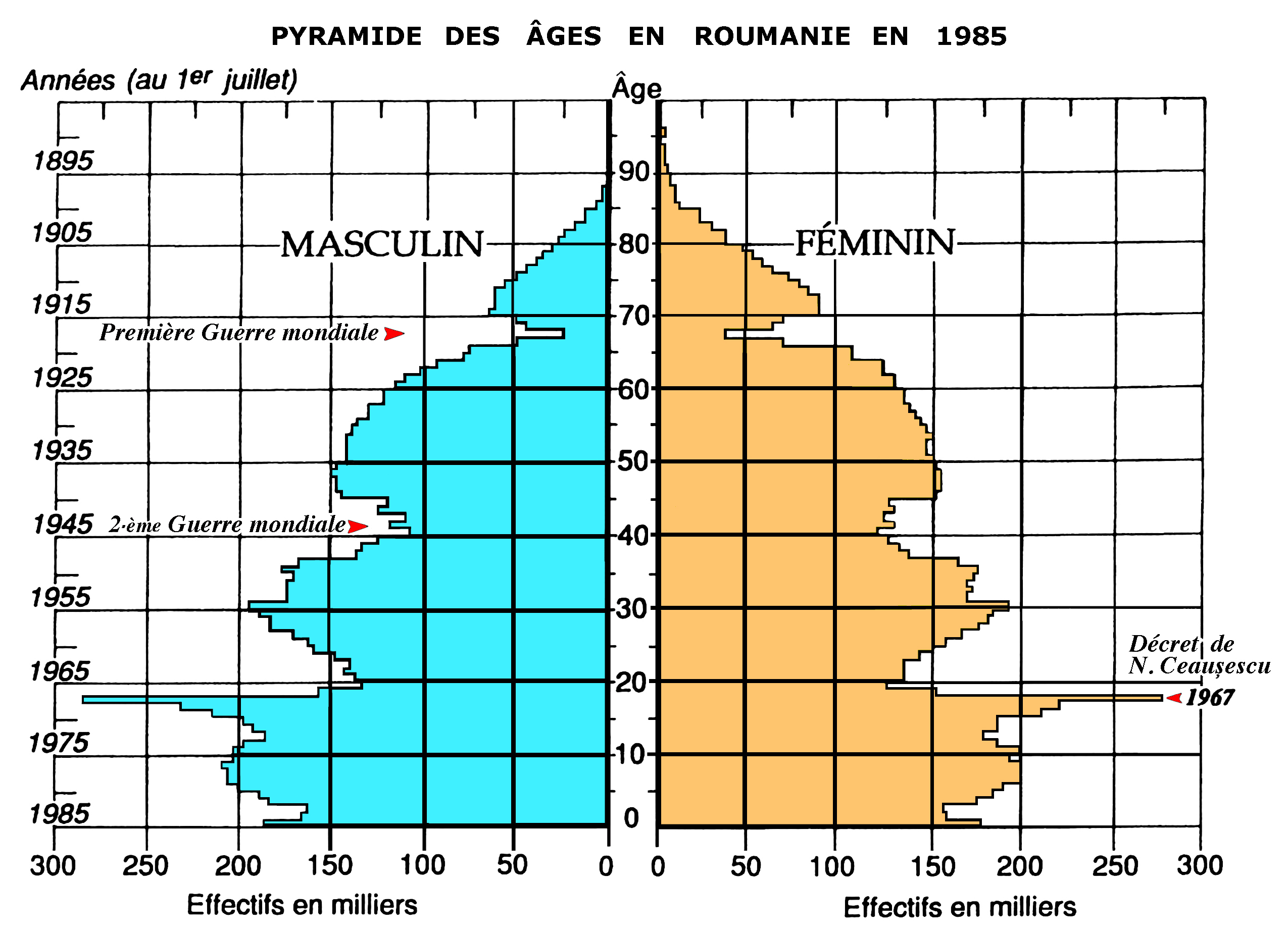
La pyramide âges roumaine en 1985, montrant les effets du décret de 1966 interdisant la contraception et réglementant strictement l'avortement.

Les Roms sont sédentarisés de force, tandis que Juifs, Allemands, Grecs et Turcs quittent le pays en masse, Israël, l'Allemagne, la Grèce et la Turquie acceptant de payer le droit d'émigration au prorata des études suivies par les partants. Une autre source de devises fortes étrangères pour le régime est l'adoption par des couples occidentaux des orphelins (decrețeii) des cămine (« foyers ») d'État, nombreux à la suite du décret 770 de 1966. 
Sous la présidence de Nicolae Ceaușescu, l'omniprésence de la Securitate et le népotisme du régime s'accentuent : une vingtaine de membres de la famille Ceaușescu détient des postes clés dans l'appareil étatique et l'épouse du président, Elena Ceaușescu, se voit attribuer une place prépondérante dans le domaine de la recherche scientifique, au mépris de ses compétences réelles, illustrant, au sommet de l'État, une situation chronique à tous les échelons de la société, où les affiliations l'emportent largement sur les compétences. Un dicton populaire dit alors que PCR ne signifie plus « Parti communiste roumain » mais « Pistons, combines, relations »,. La défection d'Ion Mihai Pacepa, un général de la Securitate, achève de discréditer le régime à l'Ouest et montre que même ses principaux soutiens commencent à perdre confiance.

### Délitement du régime
Du fait des conditions de vie, l'impopularité du régime est telle que, malgré la peur omniprésente, le 15 novembre 1987, 15 000 ouvriers et habitants se révoltent à Brașov. En 1987, à la faveur d'une visite de Mikhaïl Gorbatchev, la Roumanie resserre ses liens commerciaux avec l'URSS, mais Nicolae Ceaușescu demeure insensible à toute idée de perestroïka. À partir de 1987, le mécontentement se fait jour même dans les rangs du Parti communiste roumain et de la Securitate, et au printemps 1989, six anciens membres du bureau politique du parti rendent publiques leurs critiques dans une lettre ouverte à Nicolae Ceaușescu, accusé d'avoir tourné le dos à l'idéal communiste. Deux dictons populaires de l'époque communiste affirmaient d'ailleurs que PCR signifiait « pile, combinații, relații » soit « piston, magouilles, relations », et que dans ce régime, toutes les briques de l'édifice sont théoriquement égales, mais pratiquement celles d'en bas doivent supporter le poids de celles d'en haut,,. 

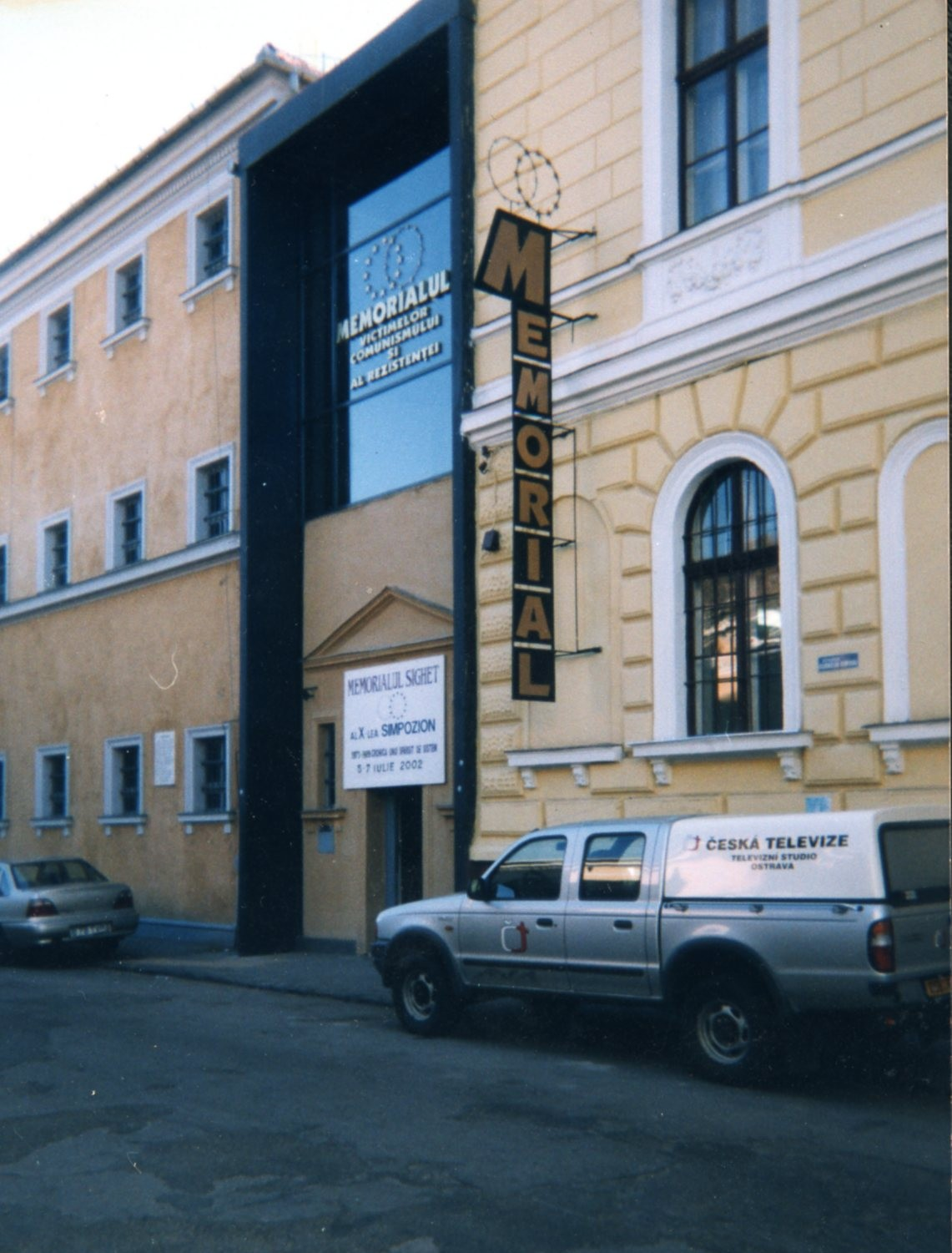
Le mémorial aux deux millions de victimes recensées du communisme en Roumanie, à Sighetu Marmației, dans la même rue que celui des victimes de la Shoah.

### Chute du régime
À la fin de l'année 1989 a lieu la chute du bloc de l'Est. Alors que les régimes les plus proches de l'Union soviétique tombent tous les uns après les autres, la relative indépendance, mais réel isolement de la Roumanie, rend sa situation différente. Le ressentiment envers le couple Ceaușescu et le désir de changement face à la situation désastreuse du pays amène même une partie des cadres du parti à souhaiter la chute du dictateur. Le 17 décembre 1989, les forces de l'ordre tirent contre des manifestants à Timișoara. Le 21 décembre, un rassemblement de soutien au régime est organisé à Bucarest mais, en pleine retransmission télévisée, la foule, quadrillée comme toujours par les membres de la Securitate, se met d'un coup à huer Ceaușescu qui, visiblement stupéfait, doit interrompre son discours. La capitale est bientôt en proie à l'insurrection : des affrontements ont lieu, mais l'essentiel des forces armées fraternise avec les insurgés. Le 22 décembre, Ion Iliescu, ancien dirigeant communiste marginalisé au sein du parti, décrète la formation d'un gouvernement provisoire au nom du Front de salut national. Iliescu est proclamé chef de l'État par intérim, tandis que Petre Roman prend la tête du gouvernement. Nicolae et Elena Ceaușescu prennent la fuite en hélicoptère et sont capturés quelques heures plus tard. Le bâtiment du comité central est pris d'assaut par la foule. Le Parti communiste roumain est dissous et la fin du système de parti unique est décrétée. Le 25 décembre, les époux Ceaușescu sont fusillés dans une caserne proche de Bucarest après un simili-procès aussi expéditif que les procédures habituellement utilisées contre les victimes du régime. La Roumanie redevient une démocratie et plusieurs partis qui ont été interdits pendant le régime socialiste réapparaissent.
En mai 1990, six mois après la chute de la dictature communiste, le Front de salut national qui dispose de toute la logistique de l'ex-parti communiste roumain, remporte les élections législatives et présidentielles, et Ion Iliescu devient président de la République. Une nouvelle constitution est adoptée le 21 novembre 1991. Une partie des membres de l'ancien parti communiste et du Front de salut national se reconvertissent ensuite au sein du Parti de la démocratie sociale. Les ex-communistes ont sauvegardé leurs positions, mais le régime communiste en Roumanie est fini, même si ultérieurement, un nouveau parti communiste a vu le jour, d'abord sous les noms de Parti socialiste du travail (novembre 1990) et de Parti de l'alliance socialiste (de 2003 à 2010).

## Bilan et mémoire du régime
Depuis 1990, un grand nombre d’ouvrages historiques est paru, dévoilant au grand jour les crimes de ce régime, mais sans susciter ni indignation générale (dans le pays ou à l'étranger), ni procès ou « lustration ». Un « Mémorial de la Résistance et des victimes du communisme » a été fondé en 1993 par d’anciens dissidents à Sighet. Un Institut national de recherche historique sur les crimes du régime communiste, où a travaillé la « Commission historique d'investigation et d'analyse des crimes du régime communiste » coordonnée par Vladimir Tismăneanu (en) a été créé par la loi no 1.724 du 21 décembre 2005. Leurs travaux, dont les conclusions ont été rendues en 2007, imputent au régime communiste 2.215.000 victimes en 45 ans, environ 11 % de la population du pays, soit une moyenne de 122 victimes politiques par jour (mais en fait, bien plus dans les années 1945-1955 et 1979-1989, et bien moins dans les années 1965-1975). 

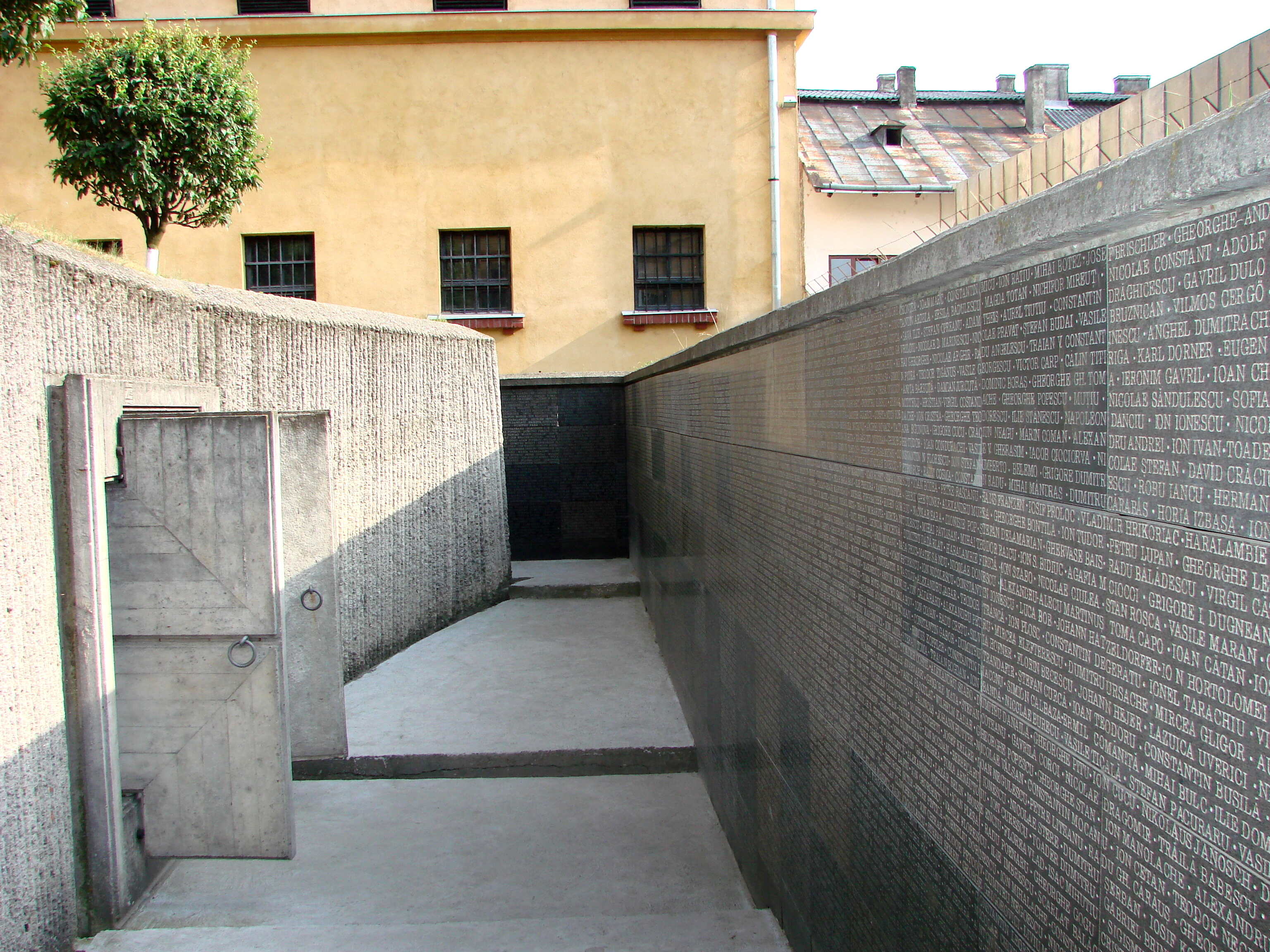
Le « mur des 975000 victimes arrêtées » du régime communiste en Roumanie, dans le Mémorial de Sighet.

Ces chiffres décomptent non seulement les 975 000 décès directement dus à la répression (exécutions, morts en détention pour motifs politiques) mais aussi de ceux dus à la pénurie institutionnalisée, aux disettes provoquées par les réquisitions, au manque d'énergie et donc de chauffage, au manque de sécurité dans le travail, à l'emploi massif des prisonniers pour les travaux dangereux et de grande envergure, et au manque de soins aux plus faibles dû à l'indigence des fournitures médicales et pharmaceutiques,.
La dictature se réclamant du communisme et autoproclamée « démocratie populaire », qu’a exercée entre le 6 mars 1945 et le 22 décembre 1989 le Parti communiste roumain, a été reconnue en 2004 par le Parlement roumain comme « génocidaire », ayant « conçu et mis en œuvre un plan concerté et prémédité d’extermination sous prétexte de lutte des classes et de praxis révolutionnaire »,,. Avec la grande famine ukrainienne des années 1930, c’est le seul cas de reconnaissance juridique officielle comme « génocide » d’un crime de masse commis sur critères politiques et sociaux (même le Goulag, le Laogai ou le génocide cambodgien ne sont pas juridiquement reconnus comme génocides, car la définition internationalement reconnue postule qu’un génocide ne peut avoir été commis qu’exclusivement sur des critères « nationaux, ethniques, raciaux ou religieux »).
Le rapport de 660 pages de la « Commission historique d'investigation et d'analyse des crimes du régime communiste » commence par une citation de Jules Michelet à propos de la Révolution française et se présente comme un « premier pas vers une analyse historique plus exhaustive de la période communiste » (qui n'a jamais été effectuée). Il a suscité des controverses tant en Roumanie qu’à l’étranger. Hors-frontières, de nombreux historiens et juristes ont critiqué l’entorse faite par la Roumanie (comme par l’Ukraine) au principe selon lequel seuls des critères « nationaux, ethniques, raciaux ou religieux » définissent un « génocide », à l’exemple du génocide arménien, de la Shoah ou de la Porajmos. En Roumanie même, les leaders anciennement communistes, devenus nationalistes comme Adrian Păunescu ou Corneliu Vadim Tudor (président du parti d'extrême-droite PRM), ont invectivé à la télévision Vladimir Tismăneanu ou fait siffler dans l’enceinte du parlement le président Traian Băsescu pour avoir approuvé ces travaux.
Ils ont tenté de discréditer le rapport, qualifié de « ridicule, plein d’erreurs culturelles et historiques » et l’ont critiqué pour avoir comptabilisé non seulement les 975 000 victimes directement dues à la répression (détention, tortures, exécutions), mais aussi celles dues à l’indigence des familles des détenus politiques (privées de toute ressource y compris les retraites), à la pénurie institutionnalisée dont souffrait une grande partie de la population, aux disettes provoquées par les réquisitions, au manque d’énergie et donc de chauffage, au manque de sécurité dans le travail, à l’emploi massif des prisonniers pour les travaux dangereux et de grande envergure, et au manque de soins aux plus faibles de par l’insuffisance des fournitures médicales et pharmaceutiques.
« J'ai trouvé dans ce rapport les raisons pour lesquelles je peux condamner, au nom de la démocratie, les crimes du régime communiste en Roumanie dont d’anciens dignitaires occupent toujours des positions importantes dans la politique, les affaires et les médias » a déclaré au parlement le président Traian Băsescu (proche des libéraux) sous les sifflets et les huées de l’opposition socialiste et nationaliste.
En décembre 2006, soit 16 ans après la fin du régime communiste, la Fondation pour une Société ouverte avait publié un sondage indiquant que les Roumains considèrent le communisme réel, tel que le pays l'a connu, comme :
- 12 % - une bonne idée aux conséquences globalement positives ;
- 41 % - une bonne idée mal appliquée aux conséquences globalement négatives ;
- 34 % - une mauvaise idée aux mauvaises conséquences ;
- 13 % - autre chose ou ne sait pas.